# Cinglera de Bandiagara
La cinglera de Bandiagara és una llarga alineació de cingles que es troba principalment a Mali, amb una petita part a Burkina Faso, disposada de sud-oest a nord-est al llarg de 200 km. Té unes característiques geològiques, arqueològiques i etnològiques singulars i ha estat declarada, des de 1989, Patrimoni de la humanitat per la UNESCO. Rep el nom de la ciutat de Bandiagara, capital del districte cercle de Bandiagara.

## Geografia
Aquesta cinglera és el límit oriental d'un altiplà de gres al sud-est del riu Níger. Els cingles dominen la plana sorrenca de Seno-Gondo. El massís de gres es perllonga per relleus aïllats, el massís de la Gandamia, els petits cims aïllats de Boni i finalment el mont Hombori, el cim més alt de Mali, amb 1.155 metres d'altitud. L'altitud dels cingles és variable i augmenta de sud a nord fins a 300 m entre Douentza i Kona al nord.
Aquests gresos es van formar al Precambrià. Estan formats en una conca sedimentària i són d'origen fluviolitorals amb conglomerats.
La cinglera de Bandiagara es troba a la zona del Sahel africà, on l'estació seca està molt marcada i les pluges són força escasses (amb una pluviometria del voltant de 400 a 500 litres per any). La presència d'aquest relleu permet les pluges orogràfiques, que fa que sigui més abundants que a les planes circumdants (de 500 litres al nord als 700 litres al sud) i amb menys irregularitat interanual. Això permet la presència de vegetació de tipus sudanès dins aquesta regió saheliana.

## Història

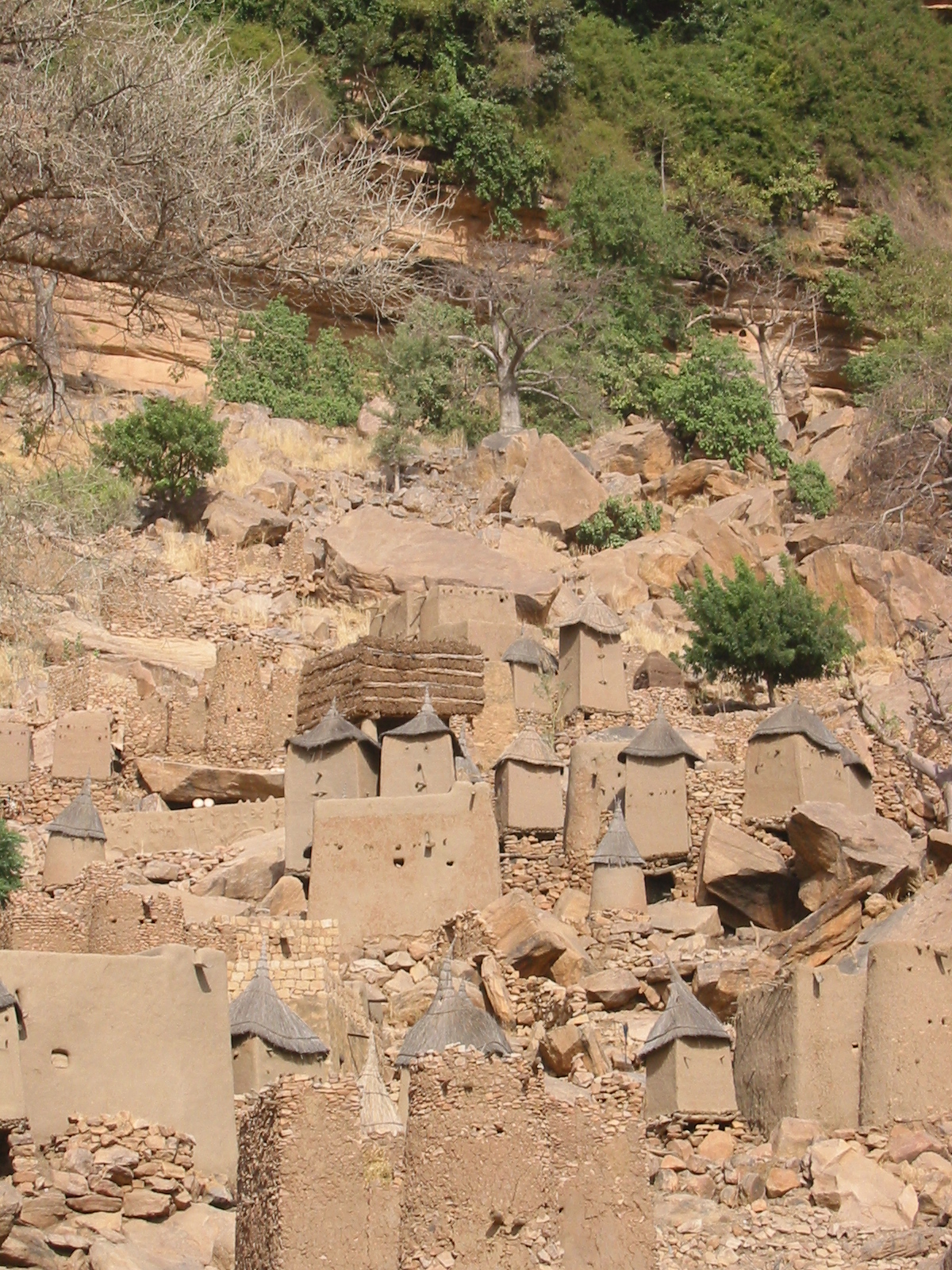
Poble de Banani, la togouna és visible al centre de la imatge

En una cova anomenada toloy prop de Sangha, s'hi troben les primeres restes d'ocupació humana; les restes de graners i ceràmica daten dels segles iii i II aC.
En els flancs dels cingles hi vivien els caçadors recol·lectors Tellem, els quals abandonaren aquest llocs quan hi arribaren els dogons al segle XIV; els dogons mantingueren les construccions dels Tellem.

## Turisme

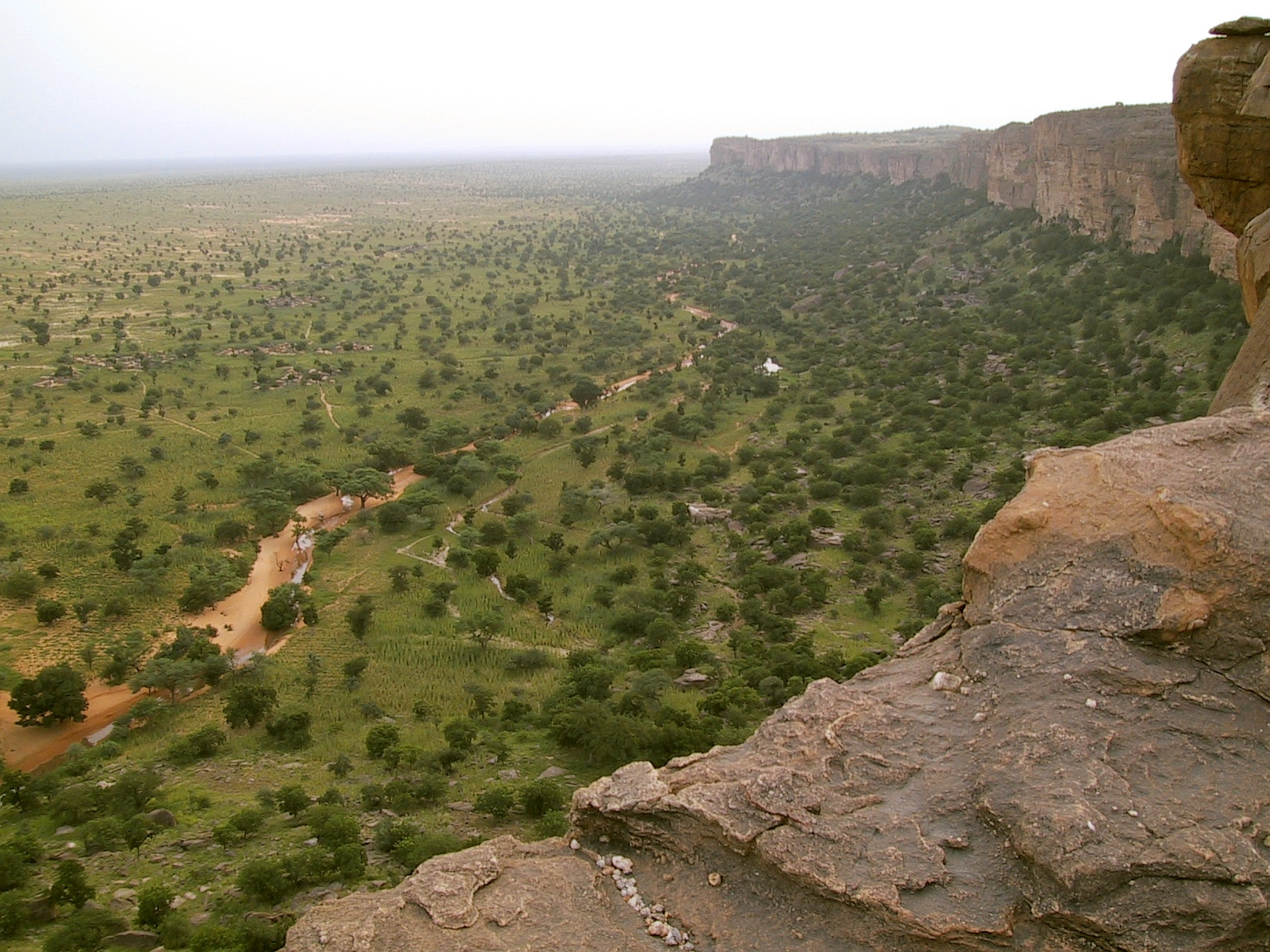
Cinglera de Bandiagara

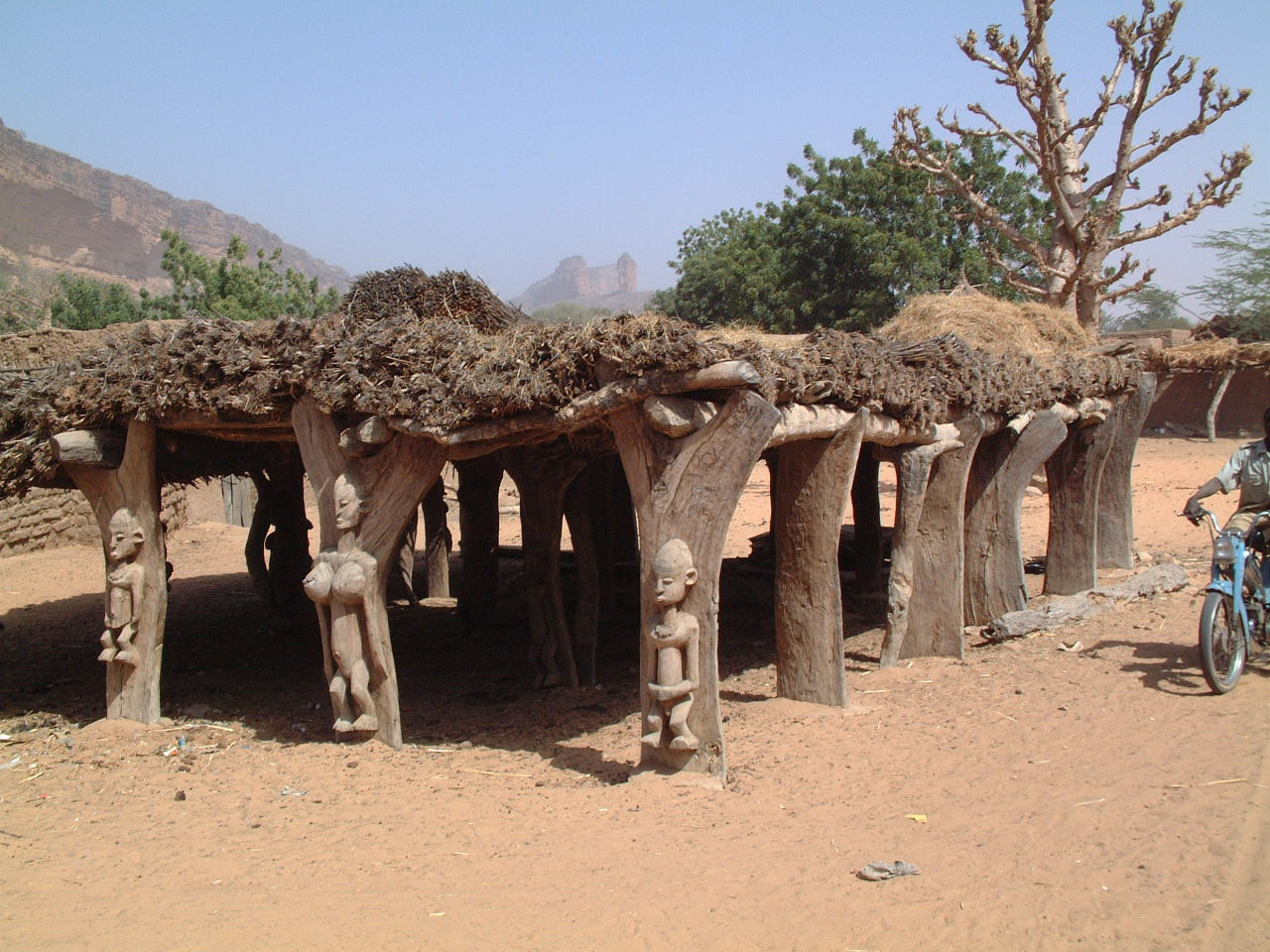
La toguna d'Endé al país Dogon, al peu del cingle de Bandiagara

En els darrers anys, el turisme ha augmentat molt a la zona atret per la cultura dels dogons. Les localitatts turístiques al llarg del penya-segat són, entre d'altres : Kani-Kembolé, Enndé, Dourou, Nombori, Tirelli, Yayé, Banani, Tiogou, els tres Youga, Atô i Bongo.